# Cana (Toscane)
Pour les articles homonymes, voir Cana.
Cana est une frazione située sur la commune de Roccalbegna, province de Grosseto, en Toscane, Italie. Au moment du recensement de 2011 sa population était de 263 habitants.

## Géographie
Le hameau est situé entre la vallée de la Trasubbie et la vallée de l'Albegna, le long de la route reliant Istia d'Ombrone à Triana, à 32 km à l'est de la ville de Grosseto.

## Monuments
- Église San Martino (XIIIe siècle)
- Église Madonna del Conforto (XVe siècle), ancienne pieve
- Citerne Médicéenne (XVIIe siècle)
- Murailles de Cana, fortifications médiévales,
- Forteresse aldobrandesque, un ancien complexe fortifié médiéval qui constitue le noyau historique de la ville, était également appelée Rocca al Cane. Il reste la forteresse, le Palais de Justice et la Casa del Gran Cane, autrefois siège du palais civique.